# لونا لوکس
لونا لوکس (فرانسوی: Loona Luxx‎؛ زاده ۳۱ دسامبر ۱۹۷۹) یک بازیگر پورنوگرافی اهل فرانسه است.